# FK Baník Dubňany
Fotbalový klub Baník Dubňany je český fotbalový klub, který sídlí v Dubňanech na Hodonínsku v Jihomoravském kraji. Založen byl v roce 1924 pod názvem SK Moravia Dubňany. Od sezóny 2015/16 hraje I. A třídu Jihomoravského kraje – sk. B (6. nejvyšší soutěž).
Největším úspěchem klubu je účast v 15 ročnících Přeboru Jihomoravského kraje (1969/70–1981/82, 1983/84 a 2014/15), zejména pak 2. místo ve čtvrtoligovém ročníku 1977/78. V sezoně 2014/15 se po 30 letech probojoval zpět do nejvyšší krajské soutěže, ihned ovšem sestoupil.
Nejslavnějším odchovancem klubu byl Ludvík Dupal, prvoligový hráč Zlína a později trenér především francouzských mužstev. Trénoval i v Belgii a Tunisku.
Na sklonku kariéry zde nastupoval František Kordula, který získal dorostenecký titul s Ratíškovicemi (1955) a prvoligový s pražskou Duklou (1957/58).

## Historické názvy
Zdroj: 
- 1924 – SK Moravia Dubňany (Sportovní klub Moravia Dubňany)
- 1949 – Baník Dubňany
- 1953 – DSO Baník Dubňany (Dobrovolná sportovní organisace Baník Dubňany)
- 1957 – TJ Baník Dubňany (Tělovýchovná jednota Baník Dubňany)
- 1998 – FK Baník Dubňany (Fotbalový klub Baník Dubňany)

## Sezona 1969/70
V této sezoně se hrála v Dubňanech nejvyšší župní (krajská) soutěž. V kádru A-mužstva, které vedl Miroslav Frejka, byli Josef Dohnálek, Josef Filipovič, Štefan Foldváry, Jan Harca, Ladislav Hoch (brankář), František Ilčík, Petr Ilčík, František Kordula, Jan Kratochvíl, František Příkazský, František Skřivánek, František Teichl, Josef Vaculík a Petr Vyškovský.

## Umístění v jednotlivých sezonách
Stručný přehled
- 1938–1939: II. třída – VII. okrsek
- 1943–1946: I. B třída BZMŽF – III. okrsek
- 1946–1947: I. B třída BZMŽF – IV. okrsek
- 1955–1960: I. B třída Gottwaldovského kraje – sk. jih
- 1960–1963: I. třída Jihomoravského kraje – sk. D
- 1963–1965: I. A třída Jihomoravského kraje – sk. B
- 1965–1969: I. A třída Jihomoravské oblasti – sk. B
- 1969–1972: Jihomoravský župní přebor
- 1972–1982: Jihomoravský krajský přebor
- 1982–1983: I. A třída Jihomoravského kraje – sk. B
- 1983–1984: Jihomoravský krajský přebor – sk. B
- 1984–1986: Jihomoravská krajská soutěž I. třídy – sk. D
- 1986–1988: I. A třída Jihomoravského kraje – sk. B
- 1988–1989: I. B třída Jihomoravského kraje – sk. C
- 1989–1991: Okresní přebor Hodonínska
- 1991–2002: I. B třída Středomoravské župy – sk. C
- 2002–2009: I. A třída Jihomoravského kraje – sk. B
- 2009–2012: I. B třída Jihomoravského kraje – sk. C
- 2012–2014: I. A třída Jihomoravského kraje – sk. B
- 2014–2015: Přebor Jihomoravského kraje
- 2015– : I. A třída Jihomoravského kraje – sk. B

Jednotlivé ročníky
Legenda: Z – zápasy, V – výhry, R – remízy, P – porážky, VG – vstřelené góly, OG – obdržené góly, +/− – rozdíl skóre, B – body, červené podbarvení – sestup, zelené podbarvení – postup, fialové podbarvení – reorganizace, změna skupiny či soutěže
| Československo (1938 – 1939)             |                                                            |                                                            |                                                            |                                                            |                                                            |                                                            |                                                            |                                                            |                                                            |                                                            |                                                            |
| Sezóna                                   | Liga                                                       | Úroveň                                                     | Z                                                          | V                                                          | R                                                          | P                                                          | VG                                                         | OG                                                         | +/−                                                        | B                                                          | Pozice                                                     |
| 1938/39                                  | II. třída – VII. okrsek                                    | 5                                                          |                                                            | ...                                                        | ...                                                        | ...                                                        | ...                                                        | ...                                                        | ...                                                        |                                                            | 1.                                                         |
| Protektorát Čechy a Morava (1939 – 1945) |                                                            |                                                            |                                                            |                                                            |                                                            |                                                            |                                                            |                                                            |                                                            |                                                            |                                                            |
| Sezóna                                   | Liga                                                       | Úroveň                                                     | Z                                                          | V                                                          | R                                                          | P                                                          | VG                                                         | OG                                                         | +/−                                                        | B                                                          | Pozice                                                     |
| ...                                      |                                                            |                                                            |                                                            |                                                            |                                                            |                                                            |                                                            |                                                            |                                                            |                                                            |                                                            |
| 1943/44                                  | I. B třída BZMŽF – III. okrsek                             | 4                                                          | 26                                                         | 17                                                         | 3                                                          | 6                                                          | 95                                                         | 62                                                         | +33                                                        | 37                                                         | 2.                                                         |
| 1944/45                                  | Končila druhá světová válka, pravidelné soutěže se nehrály | Končila druhá světová válka, pravidelné soutěže se nehrály | Končila druhá světová válka, pravidelné soutěže se nehrály | Končila druhá světová válka, pravidelné soutěže se nehrály | Končila druhá světová válka, pravidelné soutěže se nehrály | Končila druhá světová válka, pravidelné soutěže se nehrály | Končila druhá světová válka, pravidelné soutěže se nehrály | Končila druhá světová válka, pravidelné soutěže se nehrály | Končila druhá světová válka, pravidelné soutěže se nehrály | Končila druhá světová válka, pravidelné soutěže se nehrály | Končila druhá světová válka, pravidelné soutěže se nehrály |
| Československo (1945 – 1993)             |                                                            |                                                            |                                                            |                                                            |                                                            |                                                            |                                                            |                                                            |                                                            |                                                            |                                                            |
| Sezóny                                   | Liga                                                       | Úroveň                                                     | Z                                                          | V                                                          | R                                                          | P                                                          | VG                                                         | OG                                                         | +/−                                                        | B                                                          | Pozice                                                     |
| 1945/46                                  | I. B třída BZMŽF – III. okrsek                             | 4                                                          | 26                                                         | ...                                                        | ...                                                        | ...                                                        | ...                                                        | ...                                                        | ...                                                        |                                                            |                                                            |
| 1946/47                                  | I. B třída BZMŽF – IV. okrsek                              | 4                                                          | 18                                                         | 9                                                          | 1                                                          | 8                                                          | 46                                                         | 56                                                         | −10                                                        | 19                                                         | 6.                                                         |
| ...                                      |                                                            |                                                            |                                                            |                                                            |                                                            |                                                            |                                                            |                                                            |                                                            |                                                            |                                                            |
| 1955                                     | I. B třída Gottwaldovského kraje – sk. jih                 | 5                                                          | 22                                                         | 11                                                         | 1                                                          | 10                                                         | 61                                                         | 55                                                         | +6                                                         | 23                                                         | 6.                                                         |
| 1956                                     | I. B třída Gottwaldovského kraje – sk. jih                 | 5                                                          | 22                                                         | 11                                                         | 3                                                          | 8                                                          | 45                                                         | 36                                                         | +9                                                         | 25                                                         | 5.                                                         |
| 1957/58                                  | I. B třída Gottwaldovského kraje – sk. jih                 | 5                                                          | 33                                                         | 11                                                         | 5                                                          | 17                                                         | 69                                                         | 80                                                         | −11                                                        | 27                                                         | 8.                                                         |
| 1958/59                                  | I. B třída Gottwaldovského kraje – sk. jih                 | 5                                                          | 22                                                         | 13                                                         | 1                                                          | 8                                                          | 58                                                         | 41                                                         | +17                                                        | 27                                                         | 4.                                                         |
| 1959/60                                  | I. B třída Gottwaldovského kraje – sk. jih                 | 5                                                          | 22                                                         | 16                                                         | 1                                                          | 5                                                          | 69                                                         | 29                                                         | +40                                                        | 33                                                         | 1.                                                         |
| 1960/61                                  | I. třída Jihomoravského kraje – sk. D                      | 4                                                          | 26                                                         | 14                                                         | 4                                                          | 8                                                          | 63                                                         | 49                                                         | +14                                                        | 32                                                         | 3.                                                         |
| 1961/62                                  | I. třída Jihomoravského kraje – sk. D                      | 4                                                          | 26                                                         | 13                                                         | 3                                                          | 10                                                         | 70                                                         | 46                                                         | +24                                                        | 29                                                         | 5.                                                         |
| 1962/63                                  | I. třída Jihomoravského kraje – sk. D                      | 4                                                          | 26                                                         | 14                                                         | 5                                                          | 7                                                          | 64                                                         | 37                                                         | +27                                                        | 33                                                         | 2.                                                         |
| 1963/64                                  | I. A třída Jihomoravského kraje – sk. B                    | 4                                                          | 26                                                         | 11                                                         | 3                                                          | 12                                                         | 43                                                         | 37                                                         | +6                                                         | 25                                                         | 8.                                                         |
| 1964/65                                  | I. A třída Jihomoravského kraje – sk. B                    | 4                                                          | 26                                                         | 12                                                         | 3                                                          | 11                                                         | 59                                                         | 41                                                         | +18                                                        | 27                                                         | 7.                                                         |
| 1965/66                                  | I. A třída Jihomoravské oblasti – sk. B                    | 5                                                          | 26                                                         | 9                                                          | 5                                                          | 12                                                         | 45                                                         | 62                                                         | −17                                                        | 23                                                         | 10.                                                        |
| 1966/67                                  | I. A třída Jihomoravské oblasti – sk. B                    | 5                                                          | 26                                                         | 9                                                          | 6                                                          | 11                                                         | 39                                                         | 44                                                         | −5                                                         | 24                                                         | 10.                                                        |
| 1967/68                                  | I. A třída Jihomoravské oblasti – sk. B                    | 5                                                          | 26                                                         | 14                                                         | 8                                                          | 4                                                          | 56                                                         | 29                                                         | +27                                                        | 36                                                         | 3.                                                         |
| 1968/69                                  | I. A třída Jihomoravské oblasti – sk. B                    | 5                                                          | 26                                                         | 19                                                         | 6                                                          | 1                                                          | 75                                                         | 20                                                         | +55                                                        | 44                                                         | 1.                                                         |
| 1969/70                                  | Jihomoravský župní přebor                                  | 5                                                          | 26                                                         | 12                                                         | 4                                                          | 10                                                         | 51                                                         | 40                                                         | +11                                                        | 37                                                         | 4.                                                         |
| 1970/71                                  | Jihomoravský župní přebor                                  | 5                                                          | 26                                                         | 16                                                         | 5                                                          | 5                                                          | 54                                                         | 26                                                         | +28                                                        | 37                                                         | 3.                                                         |
| 1971/72                                  | Jihomoravský župní přebor                                  | 5                                                          | 26                                                         | 12                                                         | 5                                                          | 9                                                          | 55                                                         | 34                                                         | +21                                                        | 29                                                         | 8.                                                         |
| 1972/73                                  | Jihomoravský krajský přebor                                | 5                                                          | 30                                                         | 12                                                         | 8                                                          | 10                                                         | 37                                                         | 28                                                         | +9                                                         | 32                                                         | 4.                                                         |
| 1973/74                                  | Jihomoravský krajský přebor                                | 5                                                          | 30                                                         | 17                                                         | 6                                                          | 7                                                          | 49                                                         | 28                                                         | +21                                                        | 40                                                         | 3.                                                         |
| 1974/75                                  | Jihomoravský krajský přebor                                | 5                                                          | 30                                                         | 14                                                         | 4                                                          | 12                                                         | 45                                                         | 33                                                         | +12                                                        | 32                                                         | 5.                                                         |
| 1975/76                                  | Jihomoravský krajský přebor                                | 5                                                          | 30                                                         | 11                                                         | 8                                                          | 11                                                         | 48                                                         | 42                                                         | +6                                                         | 30                                                         | 8.                                                         |
| 1976/77                                  | Jihomoravský krajský přebor                                | 5                                                          | 30                                                         | 8                                                          | 11                                                         | 11                                                         | 41                                                         | 37                                                         | +4                                                         | 27                                                         | 10.                                                        |
| 1977/78                                  | Jihomoravský krajský přebor                                | 4                                                          | 30                                                         | 15                                                         | 7                                                          | 8                                                          | 40                                                         | 24                                                         | +16                                                        | 37                                                         | 2.                                                         |
| 1978/79                                  | Jihomoravský krajský přebor                                | 4                                                          | 30                                                         | 12                                                         | 5                                                          | 13                                                         | 48                                                         | 43                                                         | +5                                                         | 29                                                         | 11.                                                        |
| 1979/80                                  | Jihomoravský krajský přebor                                | 4                                                          | 30                                                         | 13                                                         | 4                                                          | 13                                                         | 42                                                         | 38                                                         | +4                                                         | 30                                                         | 9.                                                         |
| 1980/81                                  | Jihomoravský krajský přebor                                | 4                                                          | 30                                                         | 9                                                          | 8                                                          | 13                                                         | 39                                                         | 50                                                         | −11                                                        | 26                                                         | 13.                                                        |
| 1981/82                                  | Jihomoravský krajský přebor                                | 5                                                          | 30                                                         | 8                                                          | 9                                                          | 13                                                         | 46                                                         | 47                                                         | −1                                                         | 25                                                         | 16.                                                        |
| 1982/83                                  | I. A třída Jihomoravského kraje – sk. B                    | 6                                                          | 30                                                         | 15                                                         | 7                                                          | 8                                                          | 62                                                         | 36                                                         | +26                                                        | 37                                                         | 4.                                                         |
| 1983/84                                  | Jihomoravský krajský přebor – sk. B                        | 5                                                          | 24                                                         | 6                                                          | 2                                                          | 16                                                         | 29                                                         | 50                                                         | −21                                                        | 14                                                         | 12.                                                        |
| 1984/85                                  | Jihomoravská krajská soutěž I. třídy – sk. B               | 6                                                          | 26                                                         | 11                                                         | 9                                                          | 6                                                          | 37                                                         | 31                                                         | +6                                                         | 31                                                         | 3.                                                         |
| 1985/86                                  | Jihomoravská krajská soutěž I. třídy – sk. B               | 6                                                          | 26                                                         | 17                                                         | 5                                                          | 4                                                          | 63                                                         | 23                                                         | +40                                                        | 39                                                         | 1.                                                         |
| 1986/87                                  | I. A třída Jihomoravského kraje – sk. B                    | 6                                                          | 26                                                         | 10                                                         | 5                                                          | 11                                                         | 42                                                         | 53                                                         | −11                                                        | 25                                                         | 11.                                                        |
| 1987/88                                  | I. A třída Jihomoravského kraje – sk. B                    | 6                                                          | 26                                                         | 7                                                          | 4                                                          | 15                                                         | 36                                                         | 63                                                         | −27                                                        | 18                                                         | 13.                                                        |
| 1988/89                                  | I. B třída Jihomoravského kraje – sk. C                    | 7                                                          | 26                                                         | 8                                                          | 7                                                          | 11                                                         | 37                                                         | 39                                                         | −2                                                         | 23                                                         | 12.                                                        |
| 1989/90                                  | Okresní přebor Hodonínska                                  | 8                                                          | 26                                                         | 14                                                         | 3                                                          | 9                                                          | 63                                                         | 43                                                         | +20                                                        | 31                                                         | 3.                                                         |
| 1990/91                                  | Okresní přebor Hodonínska                                  | 8                                                          | 30                                                         | 21                                                         | 4                                                          | 5                                                          | 75                                                         | 24                                                         | +51                                                        | 46                                                         | 1.                                                         |
| 1991/92                                  | I. B třída Středomoravské župy – sk. C                     | 7                                                          | 26                                                         | 10                                                         | 5                                                          | 11                                                         | 30                                                         | 41                                                         | −11                                                        | 35                                                         | 9.                                                         |
| 1992/93                                  | I. B třída Středomoravské župy – sk. C                     | 7                                                          | 26                                                         | 14                                                         | 3                                                          | 9                                                          | 65                                                         | 44                                                         | +21                                                        | 31                                                         | 5.                                                         |
| Česko (1993 – )                          |                                                            |                                                            |                                                            |                                                            |                                                            |                                                            |                                                            |                                                            |                                                            |                                                            |                                                            |
| Sezóna                                   | Liga                                                       | Úroveň                                                     | Z                                                          | V                                                          | R                                                          | P                                                          | VG                                                         | OG                                                         | +/−                                                        | B                                                          | Pozice                                                     |
| 1993/94                                  | I. B třída Středomoravské župy – sk. C                     | 7                                                          | 26                                                         | 9                                                          | 6                                                          | 11                                                         | 42                                                         | 51                                                         | −9                                                         | 24                                                         | 6.                                                         |
| 1994/95                                  | I. B třída Středomoravské župy – sk. C                     | 7                                                          | 26                                                         | 7                                                          | 9                                                          | 10                                                         | 27                                                         | 42                                                         | −15                                                        | 30                                                         | 12.                                                        |
| 1995/96                                  | I. B třída Středomoravské župy – sk. C                     | 7                                                          | 26                                                         | 11                                                         | 4                                                          | 11                                                         | 37                                                         | 35                                                         | +2                                                         | 37                                                         | 8.                                                         |
| 1996/97                                  | I. B třída Středomoravské župy – sk. C                     | 7                                                          | 26                                                         | 14                                                         | 4                                                          | 8                                                          | 36                                                         | 35                                                         | +1                                                         | 46                                                         | 4.                                                         |
| 1997/98                                  | I. B třída Středomoravské župy – sk. C                     | 7                                                          | 26                                                         | 9                                                          | 7                                                          | 10                                                         | 34                                                         | 45                                                         | −11                                                        | 31                                                         | 9.                                                         |
| 1998/99                                  | I. B třída Středomoravské župy – sk. C                     | 7                                                          | 26                                                         | 8                                                          | 2                                                          | 16                                                         | 30                                                         | 48                                                         | −18                                                        | 26                                                         | 12.                                                        |
| 1999/00                                  | I. B třída Středomoravské župy – sk. C                     | 7                                                          | 26                                                         | 10                                                         | 6                                                          | 10                                                         | 39                                                         | 32                                                         | +7                                                         | 36                                                         | 5.                                                         |
| 2000/01                                  | I. B třída Středomoravské župy – sk. C                     | 7                                                          | 26                                                         | 8                                                          | 8                                                          | 10                                                         | 38                                                         | 38                                                         | 0                                                          | 32                                                         | 10.                                                        |
| 2001/02                                  | I. B třída Středomoravské župy – sk. C                     | 7                                                          | 26                                                         | 16                                                         | 7                                                          | 3                                                          | 68                                                         | 27                                                         | +41                                                        | 55                                                         | 1.                                                         |
| 2002/03                                  | I. A třída Jihomoravského kraje – sk. B                    | 6                                                          | 26                                                         | 12                                                         | 6                                                          | 8                                                          | 56                                                         | 49                                                         | +7                                                         | 42                                                         | 4.                                                         |
| 2003/04                                  | I. A třída Jihomoravského kraje – sk. B                    | 6                                                          | 26                                                         | 6                                                          | 10                                                         | 10                                                         | 34                                                         | 45                                                         | −11                                                        | 28                                                         | 13.                                                        |
| 2004/05                                  | I. A třída Jihomoravského kraje – sk. B                    | 6                                                          | 26                                                         | 7                                                          | 8                                                          | 11                                                         | 39                                                         | 42                                                         | −3                                                         | 29                                                         | 10.                                                        |
| 2005/06                                  | I. A třída Jihomoravského kraje – sk. B                    | 6                                                          | 26                                                         | 13                                                         | 4                                                          | 9                                                          | 56                                                         | 39                                                         | +17                                                        | 43                                                         | 5.                                                         |
| 2006/07                                  | I. A třída Jihomoravského kraje – sk. B                    | 6                                                          | 26                                                         | 16                                                         | 3                                                          | 7                                                          | 38                                                         | 29                                                         | +9                                                         | 51                                                         | 2.                                                         |
| 2007/08                                  | I. A třída Jihomoravského kraje – sk. B                    | 6                                                          | 26                                                         | 11                                                         | 6                                                          | 9                                                          | 48                                                         | 39                                                         | +9                                                         | 39                                                         | 4.                                                         |
| 2008/09                                  | I. A třída Jihomoravského kraje – sk. B                    | 6                                                          | 26                                                         | 1                                                          | 5                                                          | 20                                                         | 17                                                         | 65                                                         | −48                                                        | 8                                                          | 14.                                                        |
| 2009/10                                  | I. B třída Jihomoravského kraje – sk. C                    | 7                                                          | 26                                                         | 9                                                          | 5                                                          | 12                                                         | 45                                                         | 52                                                         | −7                                                         | 32                                                         | 9.                                                         |
| 2010/11                                  | I. B třída Jihomoravského kraje – sk. C                    | 7                                                          | 26                                                         | 11                                                         | 8                                                          | 7                                                          | 49                                                         | 40                                                         | +9                                                         | 41                                                         | 6.                                                         |
| 2011/12                                  | I. B třída Jihomoravského kraje – sk. C                    | 7                                                          | 26                                                         | 17                                                         | 5                                                          | 4                                                          | 52                                                         | 24                                                         | +28                                                        | 56                                                         | 1.                                                         |
| 2012/13                                  | I. A třída Jihomoravského kraje – sk. B                    | 6                                                          | 26                                                         | 9                                                          | 6                                                          | 11                                                         | 30                                                         | 35                                                         | −5                                                         | 33                                                         | 8.                                                         |
| 2013/14                                  | I. A třída Jihomoravského kraje – sk. B                    | 6                                                          | 26                                                         | 14                                                         | 7                                                          | 5                                                          | 57                                                         | 33                                                         | +24                                                        | 49                                                         | 1.                                                         |
| 2014/15                                  | Přebor Jihomoravského kraje                                | 5                                                          | 30                                                         | 6                                                          | 2                                                          | 22                                                         | 29                                                         | 72                                                         | −43                                                        | 20                                                         | 16.                                                        |
| 2015/16                                  | I. A třída Jihomoravského kraje – sk. B                    | 6                                                          | 26                                                         | 17                                                         | 4                                                          | 5                                                          | 55                                                         | 32                                                         | +23                                                        | 55                                                         | 2.                                                         |
| 2016/17                                  | I. A třída Jihomoravského kraje – sk. B                    | 6                                                          | 26                                                         | 14                                                         | 5                                                          | 7                                                          | 55                                                         | 34                                                         | +19                                                        | 47                                                         | 3.                                                         |
| 2017/18                                  | I. A třída Jihomoravského kraje – sk. B                    | 6                                                          | 26                                                         | 12                                                         | 9                                                          | 5                                                          | 51                                                         | 24                                                         | +27                                                        | 45                                                         | 4.                                                         |
| 2018/19                                  | I. A třída Jihomoravského kraje – sk. B                    | 6                                                          | 26                                                         | 7                                                          | 6                                                          | 13                                                         | 35                                                         | 47                                                         | −12                                                        | 27                                                         | 11.                                                        |
| 2019/20                                  | I. A třída Jihomoravského kraje – sk. B                    | 6                                                          | 13                                                         | 4                                                          | 4                                                          | 5                                                          | 24                                                         | 27                                                         | −3                                                         | 16                                                         | 8.                                                         |
| 2020/21                                  | I. A třída Jihomoravského kraje – sk. B                    | 6                                                          | 9                                                          | 7                                                          | 0                                                          | 2                                                          | 21                                                         | 8                                                          | +13                                                        | 21                                                         | 3.                                                         |
| 2021/22                                  | I. A třída Jihomoravského kraje – sk. B                    | 6                                                          | 26                                                         | 15                                                         | 4                                                          | 7                                                          | 62                                                         | 38                                                         | +24                                                        | 49                                                         | 3.                                                         |
| 2022/23                                  | I. A třída Jihomoravského kraje – sk. B                    | 6                                                          |                                                            |                                                            |                                                            |                                                            |                                                            |                                                            |                                                            |                                                            |                                                            |

Poznámky:
- 1968/69: Po sezoně došlo k celkové reorganizaci soutěží.
- 1969/70: V této sezoně byly body udělovány takto: 3 body za vítězství o dvě a více branek, 2 body za výhru o jednu branku, 1 bod za jakoukoli gólovou remízu, žádný bod za remízu 0:0.[12]
- 1971/72: Po sezoně proběhla reorganizace nižších soutěží (zrušení žup, návrat krajů).
- 1976/77: Po sezoně proběhla reorganizace nižších soutěží.
- 1980/81: Po sezoně proběhla reorganizace nižších soutěží.
- 1982/83: Po sezoně proběhla reorganizace krajských soutěží.
- 1985/86: Po sezoně proběhla reorganizace krajských soutěží.
- 1990/91: Po sezoně proběhla reorganizace nižších soutěží (zrušení krajů, návrat žup).
- 1997/98: Baníku Dubňany byly odečteny 3 body.[17]
- 2001/02: Po sezoně proběhla reorganizace nižších soutěží (zrušení žup, návrat krajů).
- 2019/20 a 2020/21: Tyto sezony byly předčasně ukončeny z důvodu pandemie covidu-19 v Česku.

## FK Baník Dubňany „B“
FK Baník Dubňany „B“ je rezervním týmem Dubňan, který se pohybuje v okresních soutěžích. Od sezony 2010/11 hrál Okresní soutěž Hodonínska – sk. A (9. nejvyšší soutěž). Po sezoně 2015/16 ukončil svoji činnost. B-mužstvo obnovilo činnost před sezonou 2019/20 a od sezony 2022/23 hraje Okresní přebor Hodonínska.

### Umístění v jednotlivých sezonách
Stručný přehled
- 1991–1992: Základní třída Hodonínska – sk. A
- 1992–1994: Okresní soutěž Hodonínska – sk. A
- 2004–2006: Základní třída Hodonínska – sk. A
- 2006–2008: Okresní soutěž Hodonínska – sk. A
- 2008–2010: Základní třída Hodonínska
- 2010–2016: Okresní soutěž Hodonínska – sk. A
- 2019–2022: Okresní soutěž Hodonínska – sk. A
- 2022– : Okresní přebor Hodonínska

Jednotlivé ročníky
Legenda: Z – zápasy, V – výhry, R – remízy, P – porážky, VG – vstřelené góly, OG – obdržené góly, +/− – rozdíl skóre, B – body, červené podbarvení – sestup, zelené podbarvení – postup, fialové podbarvení – reorganizace, změna skupiny či soutěže
| Československo (1991 – )                                        |                                   |        |    |     |     |     |     |     |     |    |        |
| Sezóny                                                          | Liga                              | Úroveň | Z  | V   | R   | P   | VG  | OG  | +/− | B  | Pozice |
| 1991/92                                                         | Základní třída Hodonínska – sk. A | 10     | 20 | 16  | 1   | 3   | 69  | 16  | +53 | 33 | 1.     |
| 1992/93                                                         | Okresní soutěž Hodonínska – sk. A | 9      |    | ... | ... | ... | ... | ... | ... |    |        |
| Česko (1993 – )                                                 |                                   |        |    |     |     |     |     |     |     |    |        |
| Sezóny                                                          | Liga                              | Úroveň | Z  | V   | R   | P   | VG  | OG  | +/− | B  | Pozice |
| 1993/94                                                         | Okresní soutěž Hodonínska – sk. A | 9      | 26 | 8   | 7   | 11  | 32  | 40  | −8  | 23 | 10.    |
| ...                                                             |                                   |        |    |     |     |     |     |     |     |    |        |
| 2004/05                                                         | Základní třída Hodonínska – sk. A | 10     | 26 | 14  | 2   | 10  | 76  | 40  | +36 | 44 | 5.     |
| 2005/06                                                         | Základní třída Hodonínska – sk. A | 10     | 26 | 16  | 2   | 6   | 65  | 39  | +26 | 50 | 1.     |
| 2006/07                                                         | Okresní soutěž Hodonínska – sk. A | 9      | 26 | 12  | 4   | 10  | 64  | 52  | +12 | 40 | 7.     |
| 2007/08                                                         | Okresní soutěž Hodonínska – sk. A | 9      | 26 | 5   | 2   | 19  | 32  | 66  | -34 | 17 | 13.    |
| 2008/09                                                         | Základní třída Hodonínska         | 10     | 20 | 9   | 3   | 8   | 40  | 39  | +1  | 30 | 6.     |
| 2009/10                                                         | Základní třída Hodonínska         | 10     | 26 | 18  | 3   | 5   | 81  | 31  | +50 | 57 | 3.     |
| 2010/11                                                         | Okresní soutěž Hodonínska – sk. A | 9      | 26 | 11  | 3   | 12  | 55  | 60  | -5  | 36 | 7.     |
| 2011/12                                                         | Okresní soutěž Hodonínska – sk. A | 9      | 26 | 11  | 8   | 7   | 55  | 42  | +13 | 41 | 5.     |
| 2012/13                                                         | Okresní soutěž Hodonínska – sk. A | 9      | 26 | 17  | 1   | 8   | 80  | 48  | +32 | 52 | 2.     |
| 2013/14                                                         | Okresní soutěž Hodonínska – sk. A | 9      | 26 | 13  | 4   | 9   | 55  | 42  | +13 | 43 | 5.     |
| 2014/15                                                         | Okresní soutěž Hodonínska – sk. A | 9      | 24 | 13  | 2   | 9   | 55  | 48  | +7  | 41 | 4.     |
| 2015/16                                                         | Okresní soutěž Hodonínska – sk. A | 9      | 26 | 7   | 2   | 17  | 43  | 66  | −23 | 23 | 14.    |
| V letech 2016–2019 nebylo B-mužstvo přihlášeno v žádné soutěži. |                                   |        |    |     |     |     |     |     |     |    |        |
| 2019/20                                                         | Okresní soutěž Hodonínska – sk. A | 9      | 10 | 5   | 2   | 3   | 28  | 20  | +8  | 17 | 5.     |
| 2020/21                                                         | Okresní soutěž Hodonínska – sk. A | 9      | 8  | 4   | 2   | 2   | 24  | 11  | +13 | 14 | 3.     |
| 2021/22                                                         | Okresní soutěž Hodonínska – sk. A | 9      | 20 | 19  | 0   | 1   | 99  | 21  | +78 | 57 | 1.     |
| 2022/23                                                         | Okresní přebor Hodonínska         | 8      |    |     |     |     |     |     |     |    |        |

Poznámky:
- 2019/20 a 2020/21: Tyto sezony byly předčasně ukončeny z důvodu pandemie covidu-19 v Česku.